# اشمه
اشمه (به ترکی استانبولی: Eşme) شهری است در کشور ترکیه که در استان اوشاق واقع شده‌است. جمعیت این شهر بر اساس سرشماری سال ۲۰۰۸ میلادی ۱۳٬۱۲۰ نفر و بر اساس برآوردهای سال ۲۰۰۹ میلادی ۱۳٬۰۳۳ نفر می‌باشد.